# Жорж Кевин Нкуду
Жорж Кевин Нкуду Мбида (фр. Georges-Kévin Nkoudou Mbida; Версај, 13. фебруар 1995) јесте француски фудбалер камерунског порекла, који тренутно игра за Бешикташ. Наступа за репрезентацију Камеруна.